# Hans Mühsam
Hans Günther Mühsam (* 15. Juli 1876 in Berlin; † 1957 in Haifa) war ein Mediziner und Zionist.

## Leben
Der ältere Sohn von Siegfried Mühsam, Bruder von Erich Mühsam, verbrachte seine Jugend in Lübeck. Der Schulbesuch auf dem Katharineum zu Lübeck bis zum Abitur Ostern 1895 wurde ihm durch antisemitische Mitschüler vergällt. Auf Wunsch seiner Eltern studierte er Medizin. In seinem ersten Semester in Berlin nahm er die Gelegenheit wahr, seinen Cousin Paul Mühsam zu besuchen, und wechselte dann nach Kiel. Nach seiner medizinischen Approbation im Jahr 1900 übernahm er eine Stelle im Jüdischen Krankenhaus in Berlin. 1906 debattierte er in der Jüdischen Turnzeitung mit Albert Koch über die Degeneration des jüdischen Volkes. 
Eine zionistisch geprägten Gruppe russischer Flüchtlinge, für die er sich sozial engagierte, wählte ihn zum Vorsitzenden des 1905 gegründeten Jüdischen Volksvereins, der u. a. in der Berliner Grenadierstraße günstige Gasthäuser für durchreisende Juden bereitstellte. Knapp 120 Mitglieder kümmerten sich um 21.000 Emigranten.
1908 heiratete seine Schwester Charlotte (1881–1972) den Rechtsanwalt Leo Landau. Margarethe (1875–1958) heiratete Julius Joel (1867–1933). Am 12. November 1911 war der erste Mühsam’sche Familientag.
Er wurde Vorstandsmitglied der 1913 gegründeten Gesellschaft jüdischer Naturwissenschaftler und Ärzte für sanitäre Interessen in Palästina. Zum einen stellte die Malaria die neuen Kolonisten jährlich vor Probleme, und die neue Hedschasbahn begünstigte das Einschleppen von Infektionskrankheiten aus Asien nach Palästina. Als Leiter des im Mai 1913 gegründeten hygienischen Instituts, des späteren Pasteur-Instituts in Jerusalem, konnte der litauische Arzt Arieh Beham (1877–1941) gewonnen werden. Die Verhandlungen mit deutschen Firmen über Chinin-Lieferungen überließ er Otto Warburg. 
Als er im Frühjahr 1917 als Bataillonsarzt eingezogen wurde, überließ er Warburg die Leitung der Gesellschaft.
1915 hatte er Albert Einsteins an Krebs erkrankte Mutter Pauline († 1920) behandelt, woraus sich in der Folge eine enge Freundschaft mit Einstein entwickelte. Kurz bevor er im April 1917 zur französischen Front ausrückte, hatte Einstein ihm das erste Exemplar seines Buches Über die spezielle und die allgemeine Relativitätstheorie zugesandt. Zu Kriegsende diente er in einem Seuchenlazarett in Belgien.
Nach dem Ersten Weltkrieg ließ er sich in Charlottenburg als praktischer Arzt nieder. Er heiratete (um 1906 oder erst nach Kriegsende) Minna Adler (1883–1968), eine Tochter von Agathe, geb. Joel und Ephraim Adler (1855–1910). Minna wurde Vorsitzende der Kindervolksküche der jüdischen-nationalen Frauen-Vereinigung.
1923 entwickelte er mit Einstein einen Virenfilter.
Seine Ziehtochter wurde Betty Neumann (* 25. Oktober 1900 in Graz; † 1. Juni 1975), die Tochter von Isidor Neumann und seiner entfernten Verwandten Flora, geb. Mühsam (* 1868 in Postelberg). Betty arbeitete 1923/24 einige Wochen als Einsteins Sekretärin, wobei sich eine Affaire entwickelte. Als Betty im Mai 1938 in Graz in Bedrängnis geriet, gelang es Einstein, sie nach Princeton zu holen. 1964 lebte sie Betty in 418 Central Park West, New York 25. Möglicherweise war es dieses Affaire, die Mühsams Verhältnis zu Einstein abgekühlt hatte, bis ihr gemeinsamer Freund Hermann Struck zwischen beiden vermittelte.
1934 musste Hans Mühsam seinen jüngeren Bruder Erich nach dessen angeblichem Selbstmord im KZ Oranienburg identifizieren. Dabei erkannte er anhand der blutunterlaufenen Strangulationsmerkmale, „dass der Tod durch Erwürgen oder Hängen verursacht war und dass nicht etwa die Leiche nach vorhergehendem Tod aufgehängt war“.
Als er 1938 mit seiner Frau Minna seinen Schwestern nach Palästina folgte, musste er sein Eigentum zurücklassen. Seine Neffen hatten sich dort zum Dienst bei der Polizei gemeldet, um legal in den Besitz von Waffen zu gelangen. Im August 1942 weilte er auf dem Mount Carmel bei Haifa. Nach seiner Parkinson-Erkrankung diktierte er Minna seine Briefe.

## Veröffentlichungen
- Berechtigung und Aussichten einer national-jüdischen Partei in Deutschland. In: Die Welt, Zentralorgan der zionistischen Bewegung, Nr. 42, 19. Oktober 1906[10]
- Ueber Beziehungen zwischen Anaphylaxie, Urticaria und parenteraler Eiweißverdauung
- Zur Blutentnahme für serodiagnostische Zwecke
- Experimentelle Bestimmung der Kanalweite von Filtern